# Paul Benoît (missionnaire)
Pour les articles homonymes, voir Paul Benoit et Benoit.
Dom Paul Benoît est un prêtre et historien français, chanoines réguliers de l'Immaculée Conception, né en 1850. Entre 1891 et 1910, il a joué un rôle dans la colonisation du Manitoba, en fondant la paroisse de Notre-Dame-de-Lourdes, en intervenant lors de la question des écoles du Manitoba et en écrivant la biographie de Mgr Taché. Il est connu pour ses opinions antimaçonniques. Il meurt en 1915 à Saint-Chamond.

## Biographie
Joseph Paul Augustin Benoît-Guyod, dit dom Paul Benoît naît le 14 janvier 1850 aux Nans d’une vieille famille de Septmoncel. Il passe son enfance au Vivier-des-Rousses dans la maison (aujourd'hui transformée en chapelle) où son grand-père, Charles François Emmanuel Benoît-Guyod, s’est installé après son mariage avec Marie Claudine Delacroix-Monsieur le 5 février 1777. Son biographe canadien, Maurice Dupasquier écrit : « Élevé aux Rousses, dans le Jura français, Paul Benoît y reçoit une éducation « vaguement teintée de rigorisme » et il gardera pour toujours l’empreinte de son entourage catholique, royaliste et traditionaliste. ».
À partir de 1862 il fait de brillantes études secondaires sous la houlette d’un éducateur remarquable, l'abbé Joseph Cornu, supérieur du petit séminaire de Nozeroy, devenu aujourd’hui l’École Neige et Sapins. De 1868 à 1870, il termine ses études secondaires au Petit Séminaire de Vaux-sur-Poligny, aujourd’hui Collège Privé Notre-Dame. Il choisit très tôt de se consacrer à l’état ecclésiastique et après l’obtention du baccalauréat, il poursuit ses études d’abord de 1870 à 1873 au Grand Séminaire de Lons-le-Saunier puis de 1873 à 1875 au Séminaire français de Rome. Il y est ordonné prêtre le 18 octobre 1874. La même année, il soutient une thèse de philosophie devant l'Université dirigée par les Jésuites à laquelle le pape Pie IX avait conféré le 4 décembre 1873 le titre d'Université pontificale grégorienne du Collège romain. La même année encore, il soutint une thèse de théologie devant le Collège Saint Thomas à la Minerve, dirigé par les Dominicains, devenu en 1882 Université Pontificale Saint Thomas d’Aquin dite Angelicum.
Le milieu familial de Dom Paul le prédisposait à se rapprocher de Dom Adrien Gréa qui avait créé en 1866 à l’Abbaye de Saint-Claude la Congrégation des Chanoines Réguliers de l’Immaculée-Conception dans le but de restaurer le mode de vie austère de l’Église primitive axé sur liturgie, mortification et jeûnes. En 1877, Dom Paul est agrégé à la Congrégation et en 1884 il devient maître du noviciat, directeur des études de l’institut et « premier conseiller » de Dom Gréa, dont il devient l’ami.
Dom Paul possède une grande puissance de travail et un esprit inébranlable dans ses convictions. C’est un adversaire résolu des idées libérales, portées en particulier par la maçonnerie. Dans son ouvrage en quatre volumes La Cité antichrétienne au XIXe siècle, paru en 1885, il fustige la maçonnerie. Dans La Vérité sur Voltaire, paru en 1887, il s’attaque sans ménagements à Voltaire, sa bête noire. À la même époque, il écrit son monumental ouvrage Histoire de l’abbaye et de la terre de Saint-Claude en 2 volumes parus en 1890 et 1892, après son départ pour le Canada, ouvrage de référence pour tous les généalogistes haut-jurassiens. Dans tous ses écrits, il polémique contre le rationalisme, le modernisme, le laïcisme et toutes « les erreurs modernes ».
L’évolution politique de son pays influence son destin. Le gouvernement d’Ordre moral (1873-1876) avait tenté de rétablir en France un ordre moral fondé sur la religion et la restauration de la royauté. Aux élections de 1876, le gouvernement d’Ordre moral est balayé par les Républicains qui mettent en œuvre les principes de la Révolution. Cette nouvelle orientation de la société est à l’opposé de ce que souhaite dom Paul. À Rome, il a été au contact d’ecclésiastiques canadiens et petit à petit, pour échapper à ce qu’il voit comme une dégradation de la société française, il veut quitter le pays et voit dans l’Amérique française la « véritable France ». Un voyage exploratoire durant l’été 1890 la confirme dans ce point de vue. De retour en France il recherche des volontaires pour l’émigration au Manitoba.
Une mission avait été établie en 1883 à Notre-Dame-de-Lourdes (Manitoba) au centre de la montagne Pembina, avec quelques colons. Dom Paul y arrive le 14 mai 1891 avec un premier convoi de 3 religieux et 44 laïques dont un charpentier. Ils s’installent dans des conditions précaires. Un incendie détruit les premières constructions en bois mais grâce au travail de tous, la nouvelle paroisse grandit rapidement sous la direction de dom Paul et de la Congrégation des Chanoines Réguliers de l’Immaculée-Conception. Les premiers colons proviennent de Franche-Comté et de Suisse. Dans les années suivantes, Dom Paul fait venir de nombreux colons qui s’installent dans la paroisse ou dans des paroisses avoisinantes. La Lozère et l’Ille-et-Vilaine fournissent les contingents les plus importants. À partir de 1895, des chanoinesses régulières des Cinq Plaies du Sauveur originaires de Lyon vont prendre en charge l'éducation des enfants.
À son arrivée, en 1891, il n’y a aucune route et les attelages s’embourbent souvent dans les chemins. Dom Paul obtient des crédits pour ouvrir une puis plusieurs routes. En 1902 il se bat pour relier le village à la ligne de chemin de fer en construction. Son combat est couronné de succès et les productions locales, issues de l’agriculture et l’élevage seront ainsi plus facilement exportées, stimulant le développement économique. En 1908, la ville compte plus de 1 000 habitants.
En 1909, la Congrégation à laquelle il appartient décide d’assouplir ses règles. Dom Paul refuse la nouvelle règle. Le 28 mars 1910, il est démis de ses fonctions et doit quitter sa chère paroisse, la mort dans l’âme. En avril 1915, il part pour I'Europe, rejoindre dom Gréa. En attendant de retourner à Rome, il séjourne quelque temps à Lyon et meurt au Carmel de Saint-Chamond le 19 novembre 1915. Du fait de la guerre, il est provisoirement inhumé au cimetière des Rousses, dans le tombeau familial. Ce n’est qu’en 1925 que, selon ses vœux, ses restes sont transférés au cimetière de N.D-de-Lourdes.
En 1971, à l’occasion des fêtes du centenaire une statue en statue en bronze à l'effigie de dom Paul Benoît, fondateur de la ville, œuvre de l’artiste franco-manitobain Réal BÉRARD, est érigée devant l’église.

## Œuvre
- La Cité antichrétienne au XIXe siècle (4 vol., Paris, 1885–1886)
- La Vérité sur Voltaire (Lons-le-Saunier, France, 1887)
- Histoire de l’abbaye et de la terre de Saint-Claude (2 vol., Montreuil-sur-Mer, France, 1890–1892)
- L’Anglomanie au Canada : résumé historique de la question des écoles du Manitoba ([Trois-Rivières, Québec], 1899)
- Vie de Mgr Taché, archevêque de St-Boniface (2 vol., Montréal, 1904)
- Le Jeune Dom Paul Benoît (Lyon, France, 1916)
- La Vie des clercs dans les siècles passés (Paris, 1917)
- Vie populaire de Saint Claude (Besançon, France, 1924).